# Gießener Ring
Gießener Ring (pol. Pierścień drogowy wokół Gießen) – kompleks autostrad oraz dróg ekspresowych tworzących obwodnicę miasta Gießen:
- Autostrada A485 – wschodnia obwodnica, odcinek o długości 10,7 km;
- Droga krajowa B49 – południowa obwodnica, odcinek o długości 2,4 km;
- Droga krajowa B429 – zachodnia obwodnica, odcinek o długości 4,6 km;
- Autostrada A480 – północna obwodnica, odcinek o długości 4,1 km.

Obwodnica na całej długości jest dwujezdniowa i posiada po dwa pasy ruchu w każdą stronę.

## Trasy europejskie
Obwodnica miasta pokrywa się częściowo z przebiegiem tras europejskich E40 i E44.
| Trasa europejska | Odcinek                         |
| ---------------- | ------------------------------- |
| E40              | Wettenberg — Gießener Nordkreuz |
| E44              | Lahnfelddreieck — Wettenberg    |